# Вагнер, Эльза
Элизабет Каролина Августа Ва́гнер (нем. Elisabeth Karoline Auguste Wagner; 24 января 1881 — 17 августа 1975) — немецкая актриса театра и кино.

## Биография
Семье Эльзы принадлежала башня Лёвеншеде в Ревеле. Драматическому искусству училась у Марии Спеттини (1847—1904) в Санкт-Петербурге. В 1901 году дебютировала в Берлине на сцене Novitätenbühne, труппе, выступавшей с гастролями в бывшей Восточной и Западной Пруссии.
В начале 1900-х Эльза Вагнер играла в театрах Гейдельберга и Плауэна, Ганновера (1907—1911), затем в берлинском Немецком театре у Макса Рейнхардта (1911—1921). С 1921 года и до конца Второй мировой войны выступала в Берлинском драматическом театре, затем — в Немецком театре (с 1951), в Театре Шиллера и Schlossparktheater в Берлине.
В кино Эльза Вагнер дебютировала в 1916 году, снявшись за время своей карьеры в более чем 170-ти фильмах, играя преимущественно роли второго плана. Снималась также и на телевидении.
В 1966 году была отмечена Золотой наградой Немецкой киноакадемии за выдающийся жизненный вклад в немецкий кинематограф. В 1971 году за особые заслуги перед Берлином удостоена знака Эрнста Ройтера.
Похоронена на Далемском кладбище

## Избранная фильмография
- 1918 — Чужой князь / Der fremde Fürst
- 1920 — Ночь королевы Изабо / Die Nacht der Königin Isabeau
- 1920 — Кабинет доктора Калигари / Das Cabinet des Dr. Caligari — эпизод (нет в титрах)
- 1920 — Сатана / Satanas
- 1921 — Заблудшие души / Irrende Seelen — генеральша Епанчина
- 1922 — Жена фараона / Pharaoh
- 1922 — Горящее поле / Der Brennende Acker — Магда
- 1923 — Иисус Назаретянин, Царь Иудейский / I.N.R.I. — мать
- 1923 — Вешние воды / Frühlingsfluten
- 1926 — Пасынки Берлина /Die Unehelichen
- 1929 — Пылающее сердце / Das brennende Herz
- 1931 — Багаж господина О. Ф. / Die Koffer des Herrn O.F.
- 1933 — Рассвет / Morgenrot
- 1935 — Пражский студент / Der Student von Prag — Ярмилла
- 1935 — Баркарола / Barcarole
- 1937 — Гаспароне / Gasparone — Ценобия, тётушка Шарлотты
- 1938 — Танец на вулкане / Der Tanz auf dem Vulkan
- 1938 — Игрок / Der Spieler — Марфа, няня
- 1938 — Пур ле мерит / Pour le Mérite — мать Фабиана
- 1940 — Громкая любовь / Lauter Liebe — Клотильда Гакштеттер
- 1941 — Возвращение домой / Heimkehr — фрау Шмид
- 1947 — Воццек / Wozzeck (ГДР) — бабушка
- 1949 — Свадьба Фигаро / Figaros Hochzeit — Марселлина
- 1949 — Анонимные письма / Anonyme Briefe — (нет в титрах)
- 1954—1990 — Диснейленд / Disneyland (США)
- 1960 — Привидения в замке Шпессарт / Das Spukschloß im Spessart — тетя Ивона (дублирует Елена Понсова)
- 1964 — Эмиль и сыщики / Emil and the Detectives (США)
- 1973 — Пешеход / Der Fußgänger